# Centaurea charrelii
Centaurea charrelii là một loài thực vật có hoa trong họ Cúc. Loài này được Halácsy & Dörfl. mô tả khoa học đầu tiên năm 1894.